# Michelfeld
Michelfeld es un municipio alemán perteneciente al distrito de Schwäbisch Hall de Baden-Wurtemberg.

## Localización
Se ubica en la periferia occidental de la capital distrital Schwäbisch Hall, en la salida de la ciudad por la carretera B14 que lleva a Stuttgart.

## Historia
Se conoce su existencia desde la Edad Media. Originalmente la localidad pertenecía a una familia noble local del mismo nombre, pasando posteriormente a formar parte de los territorios de la abadía de Comburg. Esta abadía vendió el pueblo a la ciudad imperial libre de Schwäbisch Hall en 1521. La localidad pertenece a Wurtemberg desde 1802. En 1971 aumentó el término municipal de Michelfeld al incorporar el territorio del hasta entonces municipio de Gnadental.

## Demografía
A 31 de diciembre de 2017 tiene 3788 habitantes.